# Želiv
Želiv (dříve též Želivo, Želevec, Tětelice či Tětice, německy Seelau) je obec v okrese Pelhřimov na Českomoravské vysočině rozkládající se na soutoku řek Trnava a Želivka. Je vzdálena 10 km západně od Humpolce. Žije zde přibližně 1 200 obyvatel. V obci je klášter z poloviny 12. století, umělý kanoistický kanál, v blízkosti se nachází rozsáhlá rekreační oblast podél břehů přehrady Trnávka.

## Místní části
- Bolechov
- Brtná
- Lhotice
- Lískovice
- Miletín
- Vitice
- Vřesník
- Želiv

## Školství
- Mateřská škola Paraplíčko Želiv
- Základní škola Želiv

## Pamětihodnosti
Největší památkou je premonstrátský klášter, který byl založen v roce 1139 Soběslavem I. Zpočátku patřil benediktinům, ale již v roce 1149 sem nastoupili premonstráti, kteří zde s malými přestávkami sídlí dodnes.
Želivský klášter byl několikrát přestavován, mj. kvůli předchozím požárům. Poslední zásadnější úpravy pocházejí ze začátku 18. století, kde je provedl Jan Blažej Santini ve stylu barokní gotiky. V druhé polovině 20. století komunistický režim využil kláštera jako internačního sběrného tábora (ofic. koncentračního kláštera), v němž byli protizákonně internováni významní členové československých katolických řádů. Poté zde dlouhou dobu fungovalo specializované pracoviště psychiatrické léčebny Havlíčkův Brod pro léčbu závislostí. 
Ke klášteru přiléhá i gotický barokně upravený kostel Narození Panny Marie, který je pro svou výšku dominantou okolí. Patří k němu také klášterní mlýn.
Další památkou je památný dub rostoucí nedaleko kláštera na břehu rybníka. Dále pak ještě socha Jana Želivského v místním parku.
Za návštěvu stojí i Paní skála, pod níž leží Vyrovnávací nádrž Vřesník.

### Další památky
- Památník internovaným kněžím a řeholníkům v klášteře[5]
- Památník pronásledovaným kněžím a řeholníkům v kostele Narození Panny Marie[6]
- Pamětní deska Bohumilu Vítu Tajovskému v klášteře[7]

## Osobnosti
- René Decastelo (* 1973) – spisovatel a redaktor
- Nikolaj Kelin (1896–1970) – ruský básník, prozaik a lékař
- Dr. Karel Moudrý – poslanec, přítel spisovatele Karla Čapka a jeho bratra malíře Josefa Čapka, kterého v roce 1939 do Želiva přivedl. Josef Čapek zde pobýval na letním bytě a byl ze Želiva odvezen do koncentračního tábora.
- Jan Želivský – známý husitský vůdce lidu, který se s významnou pravděpodobností narodil v Humpolci, ale je úzce spojený s Želivským klášterem, odkud i později přišel do Prahy.

## Zajímavosti
- Partnerskou obcí je švýcarský Kiesen.[8]
- Slalomový kanál na Trnávce je jedním z nejtěžších v Evropě. Leží u výtoku z vodního díla Trnávka.
- V areálu kláštera žila zpěvačka Naďa Urbánková.[9]